# Bình Hiên
Bình Hiên là một phường thuộc quận Hải Châu, thành phố Đà Nẵng, Việt Nam.
Phường Bình Hiên có diện tích 0,5 km², dân số năm 1999 là 11.789 người, mật độ dân số đạt 23.578 người/km².